# Cruchten-Gare
Cruchten-Gare (lb. Kruuchten-Gare) – mała miejscowość (lieu-dit) w środkowym Luksemburgu, w kantonie Mersch, w gminie Nommern. Do 3 października 2015 miejscowość leżała w dystrykcie Luksemburg.  